# این یعنی جنگ
این یعنی جنگ (انگلیسی: This Means War) فیلمی در ژانر کمدی رمانتیک به کارگردانی جوزف مک‌گینتی نیکول است که در سال ۲۰۱۲ منتشر شد.

## خلاصه داستان
فدر (کریس پاین) و تاک هانسن (تام هاردی) دو مأمور سازمان سیا هستند و با یکدیگر دوست صمیمی هستند. آن‌ها در یک مأموریت ناکام می‌شوند و موجب مرگ یک فرد خلافکار آلمانی می‌شوند. آن‌ها به‌طور موقت از پرونده کنار می‌روند. هر دوی آن‌ها در مدت تعطیلات به‌طور اتفاقی عاشق دختری به نام لورن (ریس ویترسپون) می‌شوند؛ و رقابت سختی برای بدست آوردن لورن بین آن‌ها ایجاد می‌شود و هر کاری می‌کنند تا در این رقابت پیروز شوند و حتی از امکانات جاسوسی و سازمانی برای غلبه بر حریف استفاده می‌کنند؛ از طرفی برادر آن فرد آلمانی هم می‌خواهد از این دو مأمور انتقام بگیرد و …

## بازیگران
- ریس ویترسپون
- کریس پاین
- تام هاردی
- تیل شوایگر
- چلسی هندلر
- لورا وندرورت
- آنجلا باست
- ابیگیل اسپنسر
- رزماری هریس
- وارن کریستی
- ناتاشا مالته
- جنی سلیت
- مایک دوپود
- پاتریک سابونگوی